# Jaroslav Konečný
Jaroslav Konečný (Měnín, 14 gennaio 1945 – Újezd u Brna, 1º agosto 2017) è stato un pallamanista cecoslovacco, dal 1993 ceco.

## Palmarès

### Olimpiadi
- 1 medaglia:
  - 1 argento (Monaco di Baviera 1972)